# Cymodoce falcata
Cymodoce falcata är en kräftdjursart som beskrevs av Barnard 1920. Cymodoce falcata ingår i släktet Cymodoce och familjen klotkräftor. Inga underarter finns listade i Catalogue of Life.